# دونالد ميريفيلد
دونالد ميريفيلد (بالإنجليزية: Donald Merrifield) (و. 1928 – 2010 م) هو فيزيائي ولد في لوس أنجلوس .
توفي في سان خوسيه (كاليفورنيا) ، عن عمر يناهز 82 عاماً.بسبب نوبة قلبية .

## التعليم
تعلم في معهد كاليفورنيا للتقنية، ومعهد ماساتشوست للتكنولوجيا، ونوتردام